# Плисківська сільська рада (Борзнянський район)
Пли́сківська сільська́ ра́да — адміністративно-територіальна одиниця та орган місцевого самоврядування в Борзнянському районі Чернігівської області. Адміністративний центр — село Плиски.

## Загальні відомості
- Територія ради: 19,25 км²
- Населення ради: 1 333 особи (станом на 2001 рік)

Плисківська сільська рада зареєстрована 1947 року. Стала однією з 26-ти сільських рад Борзнянського району і одна з 10-ти, яка складається з одного населеного пункту.

## Населені пункти
Сільській раді підпорядковані населені пункти:
- с. Плиски

## Освіта
На території сільради діє Плисківська ЗОШ І-ІІІ ст.

## Склад ради
Рада складається з 16 депутатів та голови.
- Голова ради: Голиця Іван Володимирович
- Секретар ради: Драбинога Тетяна Яківна

### Керівний склад попередніх скликань
| Прізвище, ім'я, по батькові | Основні відомості                                                         | Дата обрання | Дата звільнення |
| --------------------------- | ------------------------------------------------------------------------- | ------------ | --------------- |
| Голиця Іван Володимирович   | Сільський голова, 1958 року народження, освіта вища, член Народної партії | 26.03.2006   | 31.10.2010      |
| Голиця Іван Володимирович   | Сільський голова, 1958 року народження, освіта вища, член Народної партії | 31.10.2010   |                 |

Примітка: таблиця складена за даними сайту Верховної Ради України

### Депутати
За результатами місцевих виборів 2010 року депутатами ради стали:

#### За суб'єктами висування
| Суб'єкт висування                                       | Кількість обраних депутатів | %    |
| ------------------------------------------------------- | --------------------------- | ---- |
| Народна партія                                          | 5                           | 31,3 |
| Політична партія Всеукраїнське об'єднання «Батьківщина» | 5                           | 31,3 |
| Партія регіонів                                         | 4                           | 25   |
| Політична партія «Сильна Україна»                       | 2                           | 12,5 |

#### За округами
| № округу                                                | Прізвище, ім'я, по батькові    | Дата визнання обраним | Освіта  | Партійна приналежність                        | Відомості про обраного депутата                      |
| ------------------------------------------------------- | ------------------------------ | --------------------- | ------- | --------------------------------------------- | ---------------------------------------------------- |
| Народна Партія                                          |                                |                       |         |                                               |                                                      |
| 4                                                       | Куценко Людмила Михайлівна     | 04.11.2010            | середня | член Народної партії                          | Плисківська с/р, касир                               |
| 5                                                       | Ілляшенко Микола Євгенович     | 04.11.2010            | вища    | член Народної партії                          | ТОВ"Агро сервіс", голов. бухгалтер                   |
| 7                                                       | Кутовець Валентина Віталіївна  | 04.11.2010            | вища    | член Народної партії                          | Плисківська с/р, голов. Бухгалтер                    |
| 9                                                       | Гринь Сергій Михайлович        | 04.11.2010            | середня | член Народної партії                          | Пожежна станція, пожежник                            |
| 12                                                      | Газнюк Тетяна Віталіївна       | 04.11.2010            | вища    | член Народної партії                          | Плискивська с/р, землевпорядник                      |
| Партія регіонів                                         |                                |                       |         |                                               |                                                      |
| 10                                                      | Брагінець Людмила Валентинівна | 04.11.2010            | вища    | позапартійна                                  | Плисківська амбулаторія, медична сестра              |
| 11                                                      | Пушенко Людмила Михайлівна     | 04.11.2010            | вища    | позапартійна                                  | Плисківська загальноосвітня школа І-ІІІ ст., вчитель |
| 14                                                      | Ромашкан Валентина Григорівна  | 04.11.2010            | вища    | позапартійна                                  | Конот. Дистанція колії, чергова по переїзду          |
| 15                                                      | Голубінський Микола Леонідович | 04.11.2010            | вища    | член Партії регіонів                          | тимчасово не працює                                  |
| Політична партія Всеукраїнське об'єднання «Батьківщина» |                                |                       |         |                                               |                                                      |
| 3                                                       | Лисовець Тетяна Миколаївна     | 04.11.2010            | середня | член Всеукраїнського об'єднання «Батьківщина» | Плисківська бібліотека, завідувачка бібліотеки       |
| 6                                                       | Дяконенко Світлана Віталіївна  | 04.11.2010            | середня | член Всеукраїнського об'єднання «Батьківщина» | с. Плиски, соціальний працівник                      |
| 8                                                       | Ярошевський Олександр Іванович | 04.11.2010            | вища    | член Всеукраїнського об'єднання «Батьківщина» | тимчасово не працює                                  |
| 13                                                      | Безлюдна Ніна Іванівна         | 04.11.2010            | вища    | член Всеукраїнського об'єднання «Батьківщина» | тимчасово не працює                                  |
| 16                                                      | Дяченко Лідія Іванівна         | 04.11.2010            | вища    | член Всеукраїнського об'єднання «Батьківщина» | ОТП"орхідея", продавець                              |
| Політична партія «Сильна Україна»                       |                                |                       |         |                                               |                                                      |
| 1                                                       | Грінченко Галина Сергіївна     | 04.11.2010            | середня | член Політичної партії «Сильна Україна»       | Дитячийсадокс. Плиск, кухар                          |
| 2                                                       | Драбинога Тетяна Яківна        | 04.11.2010            | вища    | член Політичної партії «Сильна Україна»       | Плисківська с/р, секретар                            |